# 世田谷区立玉堤小学校
世田谷区立玉堤小学校（せたがやくりつ たまづつみしょうがっこう）は、東京都世田谷区玉堤2丁目にある公立小学校。本校と等々力小学校・尾山台小学校・尾山台中学校で、「世田谷9年教育 尾山台グループ」を構成する。

## 沿革
- 1958年（昭和33年）
  - 5月13日 - PTA創立総会開催。
  - 5月17日 - 世田谷区立尾山台小学校分校として発足。開校時点では、1学年～3学年の5学級。同日、開校記念日設定し、新校舎に移転し、授業開始。
  - 10月28日 - 開校記念式典挙行し、祝賀会開催。
  - 11月3日 - 校章制定。
- 1961年（昭和36年）4月1日 - 東京都世田谷区立玉堤小学校として独立。初代校長に板倉哲四郎が就任。独立時点では、1学年～6学年の10学級。
- 1963年（昭和38年）3月1日 - 校旗制定。
- 1964年（昭和39年）3月21日 - プール・体育館落成式挙行し、祝賀会開催。
- 1966年（昭和41年）5月7日 - 校歌制定。
- 1971年（昭和46年）5月17日 - 開校10周年記念式典挙行。
- 1975年（昭和50年）10月13日 - 新校舎竣工。
- 1976年（昭和51年）10月20日 - 開校15周年記念式典挙行。
- 1981年（昭和56年）5月16日 - 開校20周年記念式典挙行し、祝賀会開催。
- 1988年（昭和63年）12月15日 - ランチルーム改修。
- 1990年（平成2年）3月1日 - 岩石園造園。
- 1992年（平成4年）
  - 4月18日 - 体育館・プール落成と開校30周年記念の両式典挙行し、祝賀会開催。
  - 9月24日 - 校庭舗装完了し、プール跡地に遊具・アスレチック移設。スクリンクラー設置。
- 1995年（平成7年）
  - 6月1日 - のびのび世田谷BOPトライアル校開始。
  - 10月1日 - コンピュータ8台導入。
  - 12月20日 - 花壇・観察池整備。
- 1999年（平成11年）4月1日 - 新BOP開始。
- 2000年（平成12年）2月20日 - 目黒通り拡張工事に伴い、桜の木を移植。
- 2001年（平成13年）
  - 9月1日 - コンピュータ20台導入。
  - 10月6日 - 開校40周年記念式典挙行し、祝賀会開催。
- 2002年（平成14年）
  - 4月19日 - 陶芸窯設置、東トイレ改修。
  - 10月4日 - 東側トイレ改修工事終了。
- 2004年（平成16年）2月1日 - 新BOP室の床をコルクタイルに張り替える工事実施。
- 2009年（平成21年）9月 - 校舎耐震補強工事。
- 2010年（平成22年）9月1日 - 空調設備設置工事終了。
- 2011年（平成23年）11月26日 - 開校50周年記念式典挙行し、祝賀会開催。
- 2012年（平成24年）7月 - 西トイレ改修。
- 2014年（平成26年）7月1日 - 外壁工事。
- 2016年（平成28年）7月 - 校舎内部大規模改修工事。
- 2017年（平成29年）7月 - 校舎内部大規模改修工事。
- 2018年（平成30年）7月 - 校舎内部大規模改修工事（給食室）。
- 2020年（令和2年）7月10日 - 体育館空調設備設置工事終了。
- 2021年（令和3年）
  - 2月10日 - WI-FI設備設置工事終了。
  - 11月20日 - 開校60周年記念式典挙行。

## 通学区域
- 尾山台1丁目（1～9番）
- 尾山台2丁目（全域）
- 玉堤1丁目（全域）
- 玉堤2丁目（全域）
- 等々力1丁目（全域）
- 野毛1丁目（1～16番）
- 野毛2丁目（1～15番）

## 進学先中学校
- 世田谷区立尾山台中学校

## 周辺
- 東京都道312号白金台町等々力線（目黒通り）
- 社会福祉法人仁慈保幼園世田谷仁慈保幼園 - 目黒通りをはさんで、敷地が隣接。かつ、進学前幼保園のひとつ。
- 東京都立園芸高等学校玉川果樹園 - 目黒通りをはさんで、敷地が隣接。
- 丸子川
- 多摩川 - 東京・神奈川都県境
- 世田谷区玉川清掃事務所
- 世田谷野毛郵便局
- 尾山台ナザレン幼稚園 - 進学前幼稚園のひとつ
- 東京都市大学世田谷キャンパス

## アクセス
- 東急バス「等01系統玉堤循環線（タマリバーバス）」で、
  - 「玉堤小南門」停留所下車後、南門まですぐそば（約45m）。
  - 「玉根橋」停留所下車後、ページトップにある画像の正門まで、徒歩約110m・約2分。
    - なお、「等01系統」は、片方向の運行である。
- 東急電鉄大井町線等々力駅より、
  - 徒歩約1km強・約16分。
  - 東急バス等々力3番停留所まで徒歩移動（約130m）し、上述の「等01系統」に乗車後、「玉根橋」停留所か「玉堤小南門」停留所下車後、徒歩。